# ابن سفر
العالم العربي المسلم المهندس وعالم بعلم الهيئة أبو الحسن بن سفر توفي سنة 434 هـ على ما ذكر ابن الجوزي في تاريخه (المنتظم). ولا ذكر له في تاريخ العلوم.